# Recalzar
En agricultura, se llama recalzar a la operación que consiste en acercar tierra, amontonándola alrededor de las plantas, a fin de proporcionar mayor sostén, abrigo y cantidad de sustancias alimenticias.
Se recalzan las plantas de maíz, sorgo, cáñamo, algodón, tabaco, etc., los plantones de toda clase de árboles y también las vides, los olivos, las higueras y muchos otros árboles. En la huerta se recalzan las patatas, zanahorias, apios, lechugas y algunas otras. Cuando se recalza a fines otoño es con objeto de defender la parte inferior de las plantas de las heladas que puedan presentarse en los sitios que son frecuentes.